# میدیات
میدیات (به ترکی استانبولی: Midyat) شهری است در کشور ترکیه که در استان ماردین واقع شده‌است. جمعیت این شهر بر اساس سرشماری سال ۲۰۰۸ میلادی ۵۴٬۷۹۹ نفر و بر اساس برآوردهای سال ۲۰۰۹ میلادی ۵۳٬۲۵۸ نفر می‌باشد. میدیات از دیرباز از مراکز جمعیتی قوم سریانی بوده و هنوز هم هست.